# IBM 727

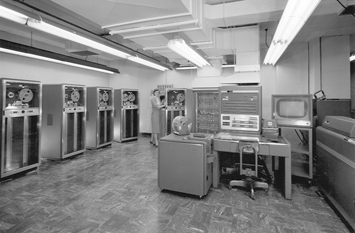
Un mainframe IBM 704 con unidades de cinta IBM 727 a la izquierda. (imagen cortesía del LLNL)

La Unidad de Cinta Magnética IBM 727 fue presentada para el IBM 701 y el IBM 702 el 25 de septiembre de 1953. Se convirtió en la unidad de cinta estándar de IBM para sus primeros computadores de la era de las válvulas. Los últimos equipos de válvulas y los equipos transistorizados usaron las unidades de cinta de la serie IBM 729. El 727 fue descatalogado el 12 de mayo de 1971.
Utilizaba la cinta de 7 pistas paralelas, seis para datos y una para mantener la paridad. Las cintas con datos en forma de caracteres (BCD) se grababan con paridad par. Las cintas binarias se grababan con paridad impar. Entre un metro y un metro y medio del final y del inicio de la cinta se pegaba una tira de aluminio para servir como marca lógica de inicio y fin de la misma. Existía una protección contra escritura removiendo un anillo plástico de la parte posterior del carrete de la cinta.
| Pistas                  | 6 de Datos, 1 de paridad                        |
| Cars/cm                 | 70 Cars/cm (200 Cars/pulg.)                     |
| Velocidad de Cinta      | 190 cm/sec                                      |
| Velocidad de Rebobinado | 1270 cm/sec (promedio)                          |
| Transferencia           | 15 000 Cars/sec                                 |
| Tiempo de Arranque      | 5 Miliseg.                                      |
| Tiempo de Parada        | 5 Miliseg.                                      |
| Ancho de Cinta          | 12,7mm (1/2 pulg.)                              |
| Largo del Carrete       | 730 m                                           |
| Compuesto               | Película de PET o a base de acetato de celulosa |